# Cric (tension)
Pour les articles homonymes, voir Cric (homonymie).
Le cric à tension est un appareil qui sert, à l'inverse du cric d'automobile, à rapprocher sans effort deux points.

## Types de crics à tension
- Cric d'arbalète, permet de tendre l'arc d'une arbalète, appelé aussi cranequin, du nom de l'arme sur laquelle il est monté.
  - C'est soit un système pignon et crémaillère actionné par une manivelle et monté à demeure sur l'arbalète.
  - Soit un système plus moderne du type tire fort, monté temporairement sur l'arbalète pour la tension de l'arc.

- le tendeur de câble, appareil construit comme un treuil, avec tambour d'enroulement pour le câble ou la sangle et roue à rochet anti-retour.

- le Cric-tenseur, petit ustensile utilisé pour tendre un fil à l'aide d'une clé. Utilisé le plus souvent pour tendre les fils de clôture ou les fils à linge.

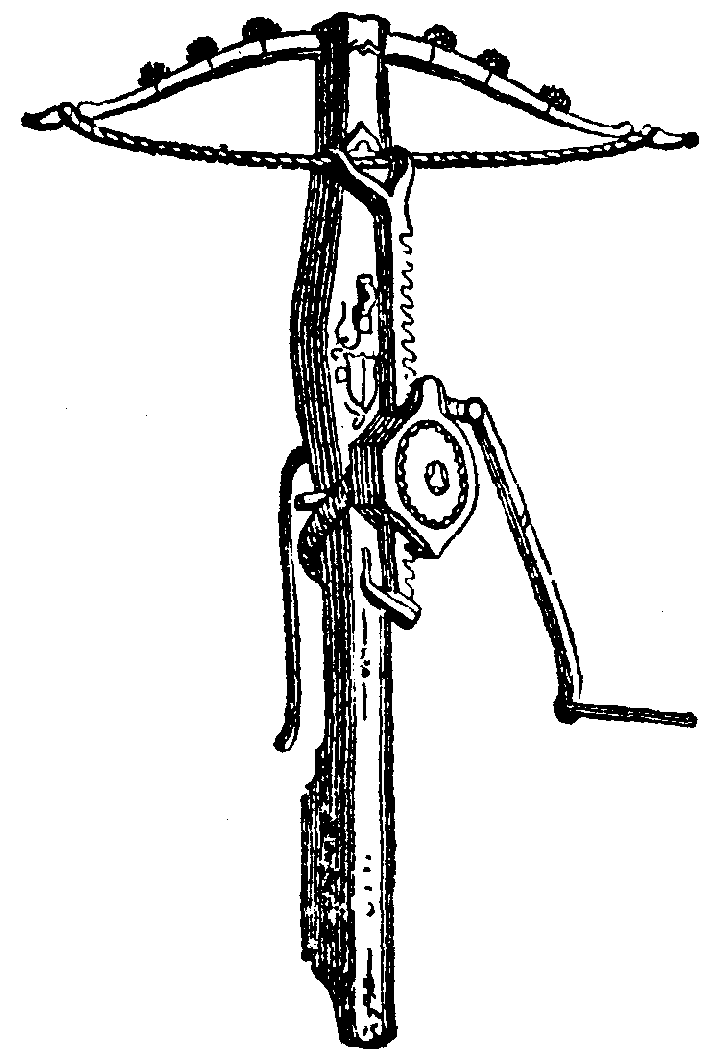
Arbalète avec cric pignon-crémaillère
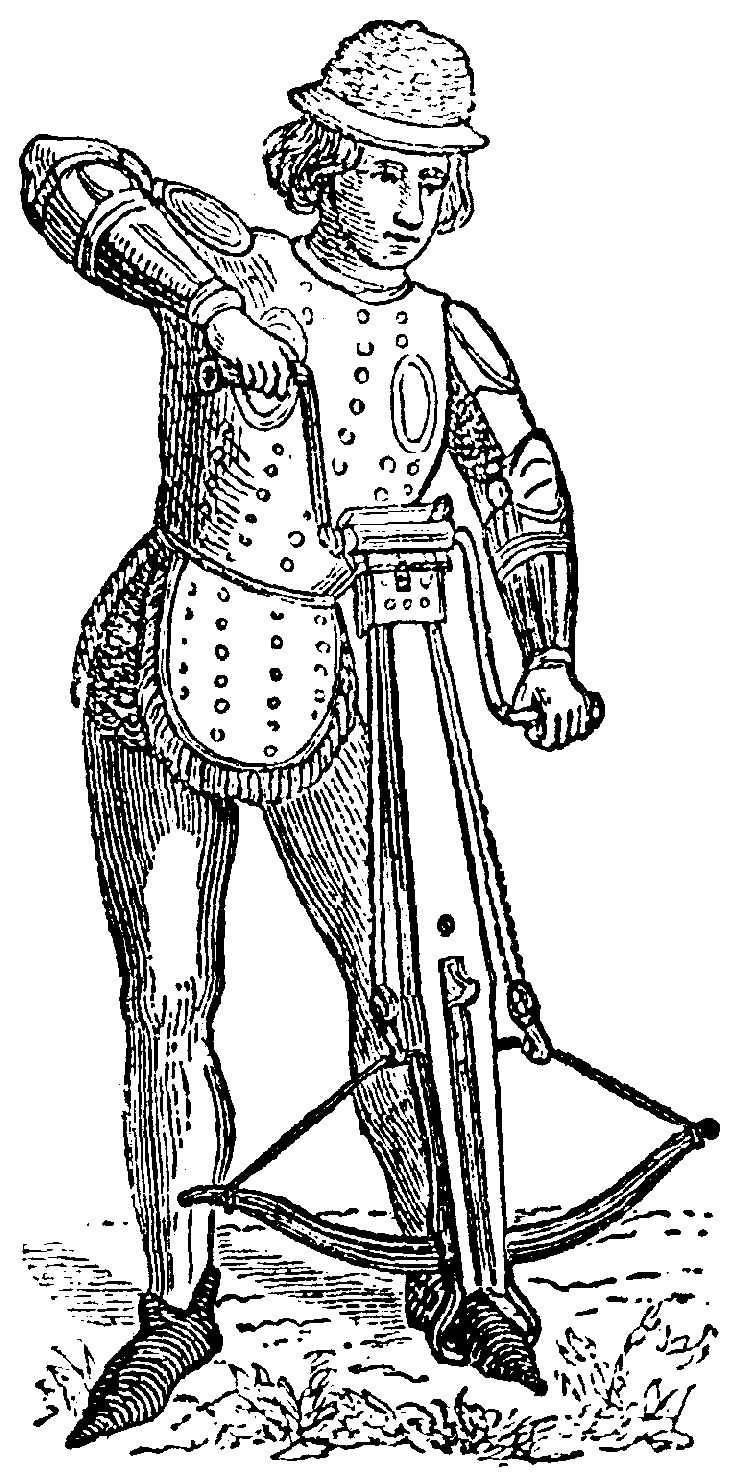
Arbalète avec système tendeur de câble
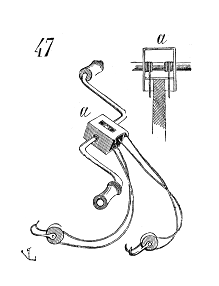
Système de tendeur de câble pour arbalète
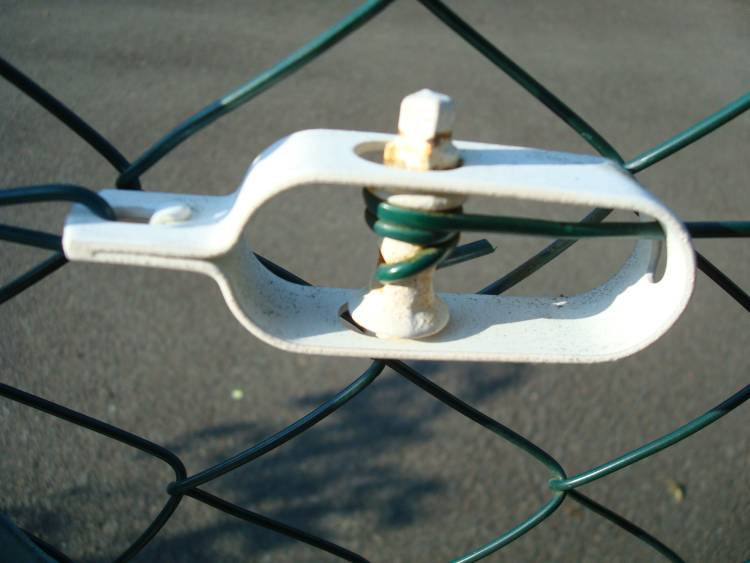
Cric-tenseur, tendeur pour fil